# Йеменско-пакистанские отношения
Йеменско-пакистанские отношения — двусторонние дипломатические отношения между Йеменом и Пакистаном.

## История
Между странами сложились хорошие отношения. Создан Йеменско-пакистанский объединённый министерский комитет, который координирует усилия правительства обеих стран в развитии двусторонних отношений. В 2006 году президент Йемена Али Абдалла Салех посетил Исламскую Республику Пакистан с официальным визитом, где провёл встречи с пакистанскими бизнесменами и йеменскими студентами, которые обучаются в этой стране.
В 2011 году в Йемене началась революция, по всей стране прошли массовые акции протеста против режима действующего президента Али Абдаллы Салеха. В 2014 году Йемен столкнулся с самым большим кризисом за последние десятилетия, правительство страны было свергнуто повстанцами хуситами, что привело к вторжению в Йемен ряда стран во главе с Саудовской Аравией. Несмотря на давление со стороны саудовских властей, Пакистан отказался присоединяться к коалиции арабских государств и посылать свои войска в Йемен. После начала гражданской войны в Йемене пакистанское правительство приложило усилия для эвакуации своих граждан, которых насчитывалось 2145 человек. 200 пакистанцев из Адена и 600 пакистанцев из Саны, которые отказались возвращаться на родину, были эвакуированы пакистанским правительством в другие города Йемена и в Джибути.

## Торговые отношения
В 2010 году экспорт товаров из Пакистана в Йемен составил сумму 100 млн. долларов США. В 2011 году Пакистан экспортировал товаров в Йемен на сумму 164 млн долларов США. В 2014 году товарооборот между странами составил сумму 150 млн долларов США. В 2014 году в Карачи проживало около 5000 выходцев из Адена, а в пакистанских институтах обучалось около 100 йеменских студентов.